# ارس
اَرَس (ترکی آذربایجانی: Araz،  ترکی استانبولی: Aras، ارمنی: Արաքս) رودی پرآب و خروشان است که از کوه‌های بینگول در منطقهٔ آناتولی (در ترکیهٔ امروزی) سرچشمه گرفته و پس از پیوستن رود آرپا، مرز مشترک ایران با نخجوان، ارمنستان و جمهوری آذربایجان را تشکیل می‌دهد. سرانجام در منتهی‌الیه شمالی استان اردبیل وارد جمهوری آذربایجان شده و به رود کورا می‌ریزد. این رود ۱٫۰۷۲ کیلومتر طول دارد.
رود ارس در پی عهدنامهٔ ترکمانچای از اول اسفند ۱۲۰۶ به‌عنوان مرز ایران و امپراتوری روسیه برگزیده شد و تمامی مناطق شمال این رود از ایران جدا و به خاک روسیه افزوده شد.
بعدها ایران و اتحاد جماهیر شوروی با همکاری همدیگر سدی در ناحیه پلدشت به نام سد ارس بنا کردند. سپس سد خداآفرین به‌صورت مشترک با جمهوری آذربایجان بر روی رود ارس احداث شد و هم‌اکنون سد قیز قلعه‌سی به صورت مشترک با جمهوری آذربایجان بر روی رود ارس احداث می‌شود. بر روی ارس تا کنون پنج پل نیز ساخته شده‌ است که عبارتند از: پل آهنی جلفا، پل شوسهٔ جلفا، پل پلدشت و پل‌های خداآفرین در مرز جمهوری آذربایجان و پل نوردوز در مرز ارمنستان می‌باشند.

## نام
در منابع فارسی از این رود به نام «ارس»، در ترکی استانبولی «آراس» و در ترکی آذربایجانی به نامِ «آراز» هم نامیده می‌شود. همچنین در زبان ارمنی این رود را «آراکس» می‌نامند.
ریشهٔ واژهٔ فارسی «ارس» و واژه‌های یونانی و ارمنی مربوطه احتمالاً از مادیِ «اَرَخس» *Araxs است که برگرفته است از نیاایرانی *Raxša- به معنای «تیزرو» و «آنچه به سرعت جریان دارد».
نامِ این رود در نوشته‌های باستانیِ یونانی،eἈράξης (آراکسس) ثبت شده‌است. همچنین در اسناد ارمنی واژهٔ «Eraskʿ» هم دیده می‌شود. در منابع گرجی، واژهٔ «Raḵšī» هم ثبت شده‌است.
در سنن ارمنی، نام این رود مرتبط با آراست، نوهٔ بزرگ خاندان افسانه‌ای ارمنیِ هایک دانسته شده‌است. این نام بعداً یونانی شده و به Araxes دگرگون شده و برای اشاره به فرهنگ کورا-ارسی استفاده شده‌است. تمدنی پیش از تاریخ که در دره کورا و ارس شکوفا شده بود. ولی در بسیاری از زمان‌ها مانند آنچه در تاریخ هرودوت می‌بینیم، این رود ولگا بوده که با نام Araxes شناخته می‌شده. همچنین این رود در آخرین فصل انئید هشتم اثر ویرژیل به نام خشم در پل ثبت شده‌است پس از آنکه رومی‌ها با ساختن یک پل بر روی آن توانستند بر دشمن پیروز شوند. برخی بر این باورند که ارس با دو رود پیشون و گیهون که در فصل دوم کتاب مقدس به آن اشاره شده مرتبط است.

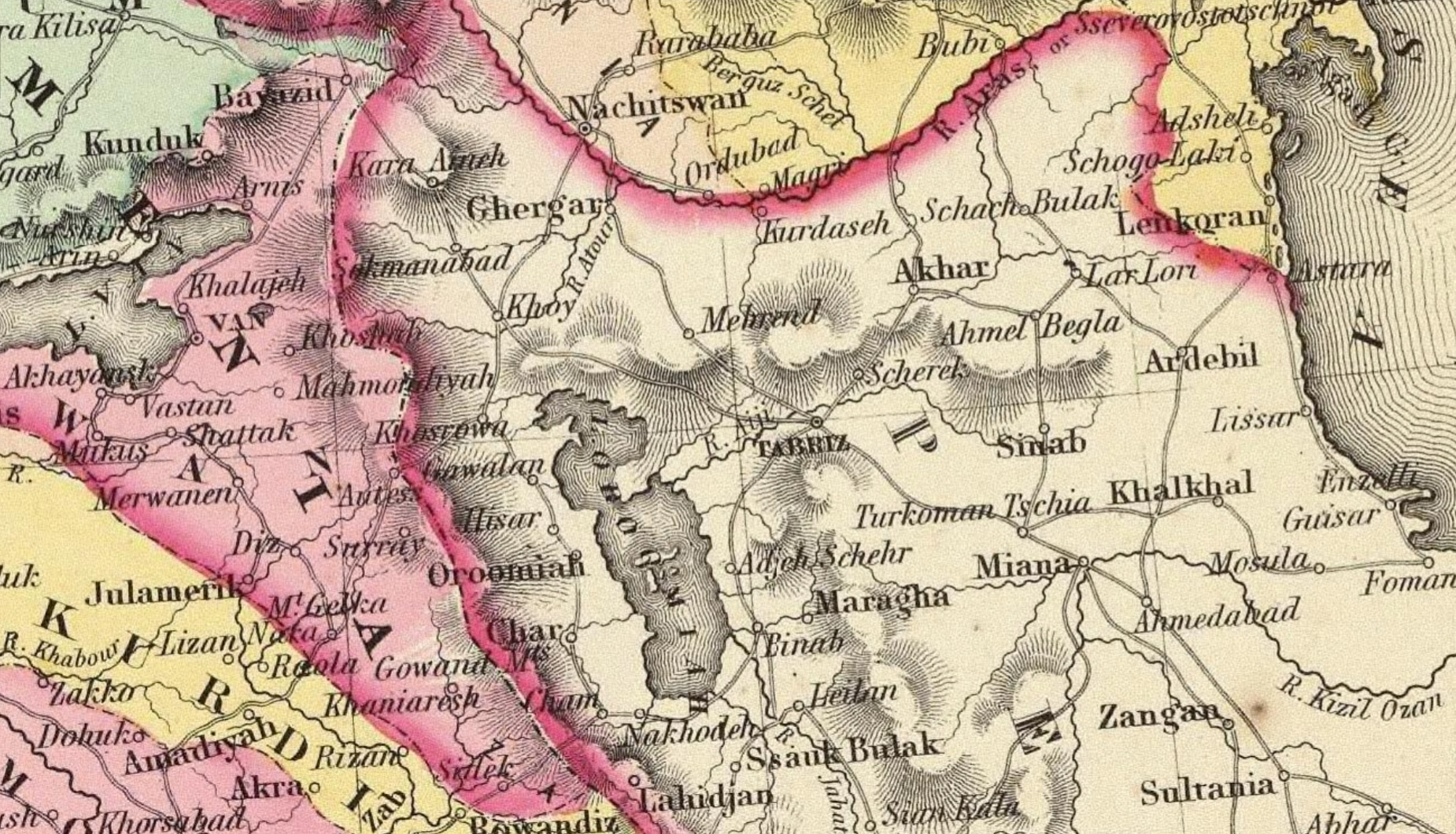
نقشه‌ای از سال ۱۲۳۳ که نام رودخانه را اَرَس (Aras) نوشته‌است.
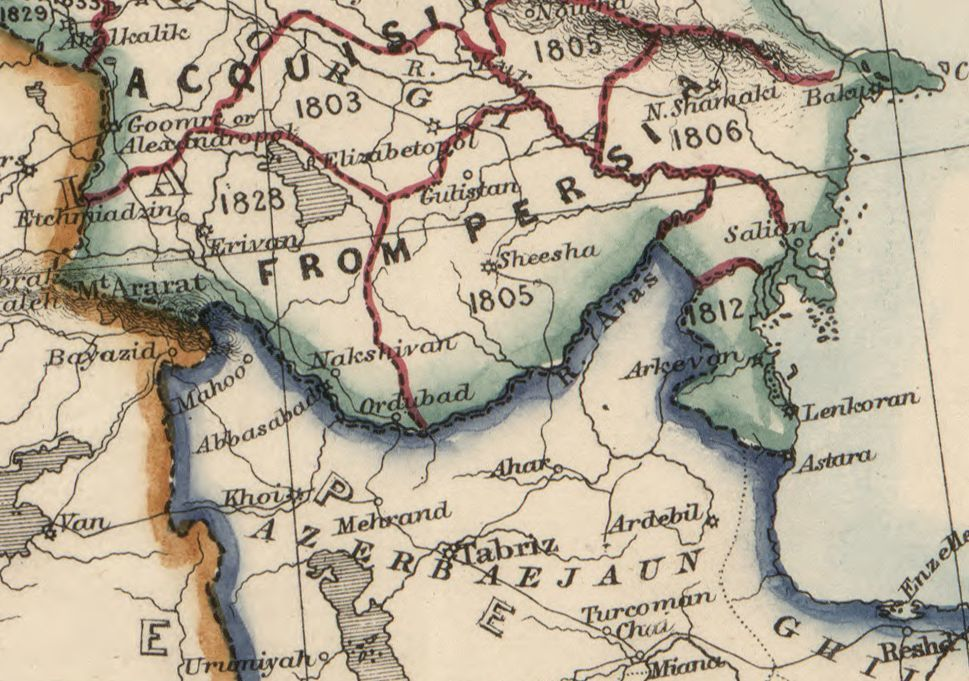
نقشه‌ای از جیمز ویلد، جغرافی‌دان درباری از سال ۱۲۳۳ که نام رودخانه را اَرَس نوشته‌است.
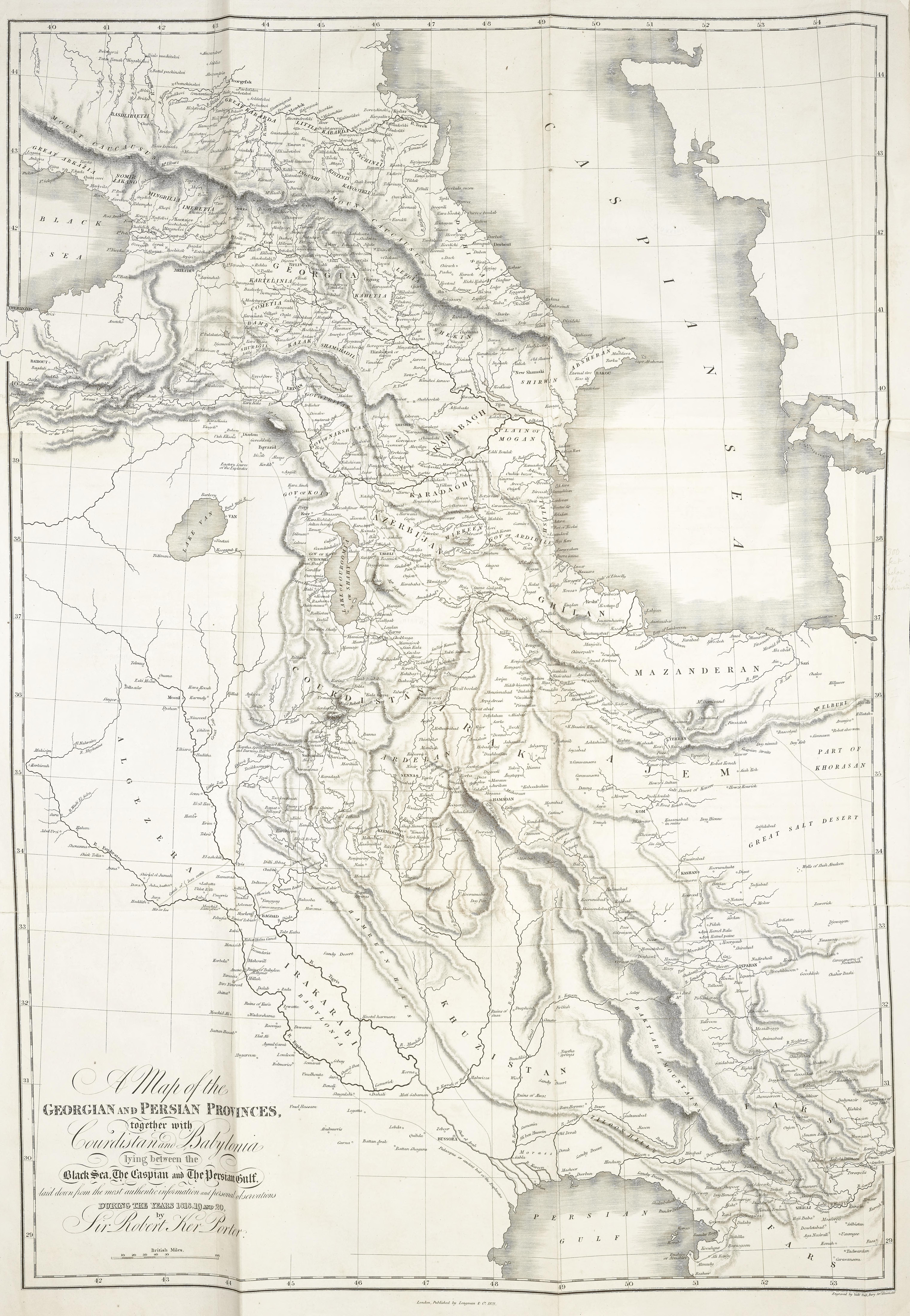
نقشه‌ای از رابرت کر پورتر که نام رودخانه را ارس نوشته‌است.
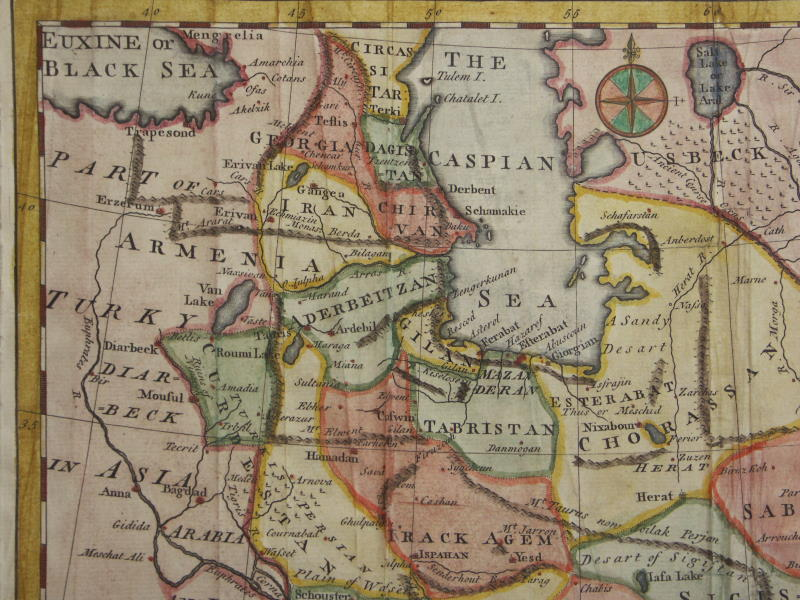
نقشه‌ای به سالِ ۱۱۳۰یِ هجری خورشیدی که نام رودخانهٔ ارس را در شمالِ ایالت آذربایجان به شکلِ Arras ثبت کرده‌است.

### در قرآن و احادیث
در قرآن از قومی بنام اصحاب رس یاد شده که طبق کتاب عیون اخبار الرضا و روایتی از علی بن ابی طالب اصحاب رس قومی بودند که در حاشیه رود ارس زندگی می‌کرده و درخت صنوبر را عبادت می‌نمودند. اصحاب رس جزو اقوامی بودند که بر آنان عذاب نازل شد.

## جزیره‌های ارس
در بستر رود ارس ۸۰۵ جزیرهٔ کوچک و بزرگ خالی از سکنه وجود دارد که به زبان محلی به آن «شام» می‌گویند. بر پایهٔ قرارداد مرزی، ۴۲۷ جزیره به ایران و ۳۸۲ جزیره به شوروی (و اکنون به جمهوری آذربایجان) تعلق دارند. این جزیره‌ها تنها برای چرای حیوانات پیرامون رود قابل استفاده‌اند.
تنها معدودی از این جزایر دارای نام می‌باشند و بیشتر این جزیره‌ها با شماره‌گذاری نامیده می‌شوند. اسامی برخی از جزایر عبارتند از: خُرامه، بویدوز، پیرواتلر، قره‌قباح و کثیری.
چند جزیرهٔ نام‌برده دارای چراگاه‌های خوبی هستند.

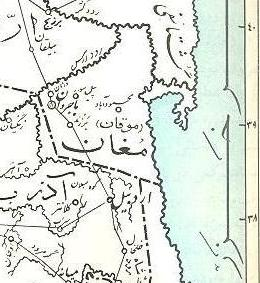
رود ارس در استان مغان در دوره خلفای عباسی

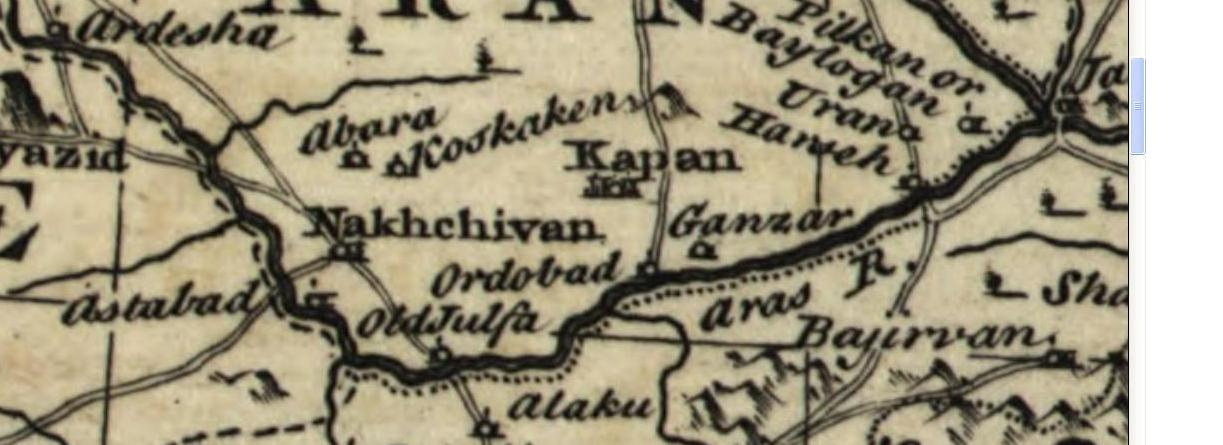
رود ارس در نقشه ایران در دوره افشاریه.

در تعیین مالکیت جزیره‌های ارس میان هیئت‌های مرزبندی ایران و شوروی مقرر شده بود تا خط مرزی از میان رود ارس بگذرد و اگر در محلی چند شاخه از رود وجود داشته باشد میانهٔ شاخهٔ عمده‌تر خط مرزی شود.
در تاریخ ۶ مهرماه ۱۳۳۴ یعنی زمانی که مالکیت جزیرهٔ نزدیک به پاسگاه عباسی تعیین می‌شد بر سر این که شاخهٔ عمدهٔ رود در این محل کدام است میان هیئت شوروی و ایران مشاجره‌ای درگرفت.
یکی از افسران ایرانی به نام ستوان یکم نورالله کثیری نقشه‌بردار لشکر تبریز، برای اثبات این که شاخه‌ای که به سود ایران بود عمیق‌تر و بنابرین شاخهٔ عمده است با اسب خود بی‌باکانه به آب زد. وی و اسبش در زیر امواج ناپدید شدند ولی یکی از مرزبانان ایرانی به نام صمد مدداقلی توانست افسر ایرانی را نجات دهد. اعضای هیئت روس با دیدن این صحنه، مالکیت ایران بر جزیرهٔ ۱۳۰ در این شاخه از رود را پذیرفتند. جزیرهٔ ۱۳۰ بعداً با تصویب مقامات عالی ایران جزیرهٔ کثیری نام گرفت و به ستوان یکم نورالله کثیری پاداش و نشان افتخار داده‌شد. در دوران جنگ سرد، برخی از ایرانیان کمونیست از طریق این رود به اتحاد جماهیر شوروی فرار کردند.

## ارس در شعر شاعران ایرانی
| ای صبا گر بگذری برساحل رود ارس |  | / بوسه زن بر خاک آن وادی و مشگین کن نفس |
|                                |  | حافظ                                    |

| ای بسا خشک لبا کز گره سحر کسی |  | / در ارس بی‌خبر از آب چو دولاب شدست |
|                               |  | مولانا                             |

| گفتم اگر ببینمت من چه کنم شراب را |  | / نیست روا تیمّمی بر لب نیل و بر ارس |
|                                   |  | مولانا                              |

| ارس را در بیابان جوش باشد |  | چو در دریا رسد خاموش باشد |
|                           |  | نظامی                     |

## نگارخانه

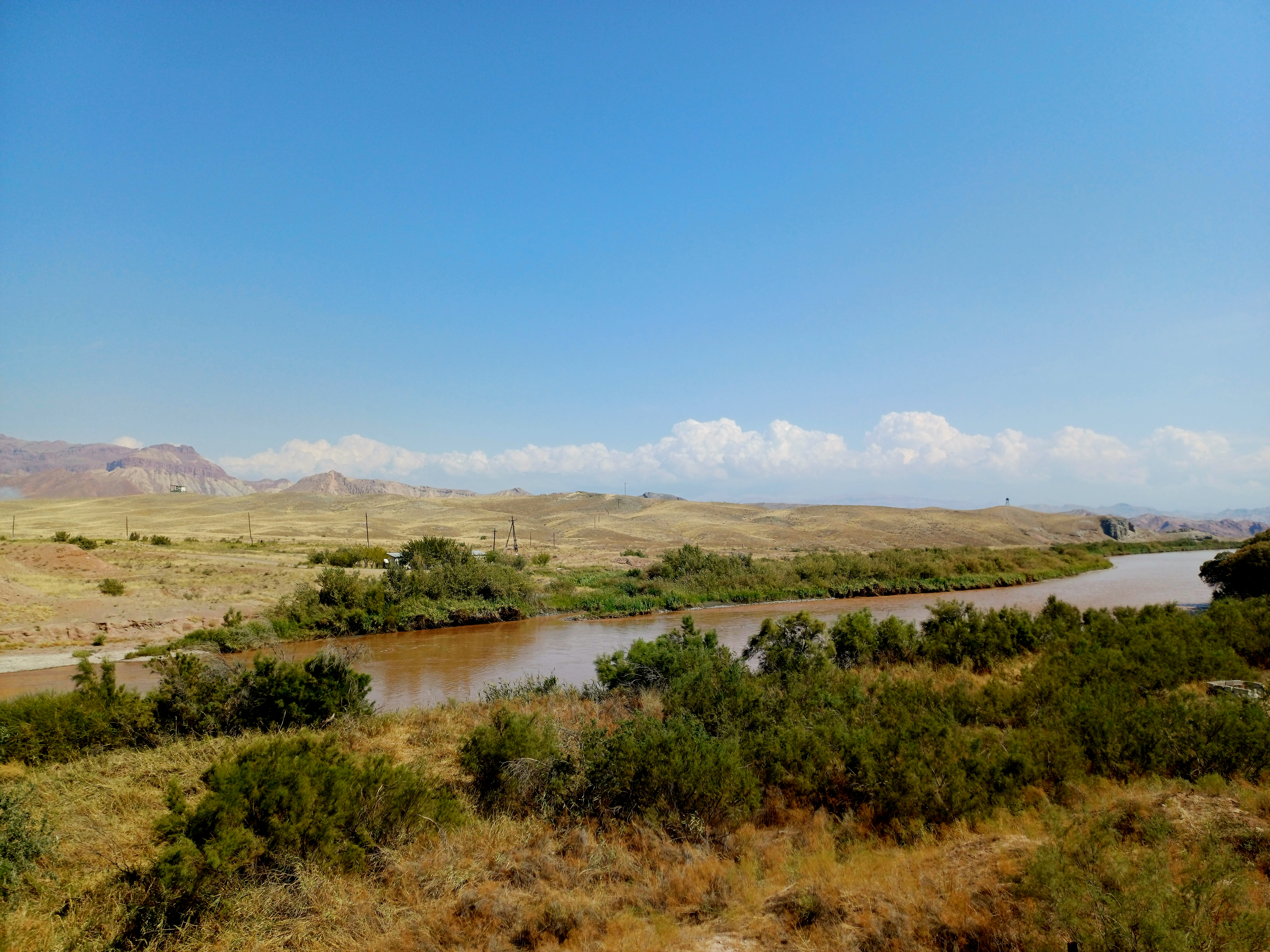
رود ارس
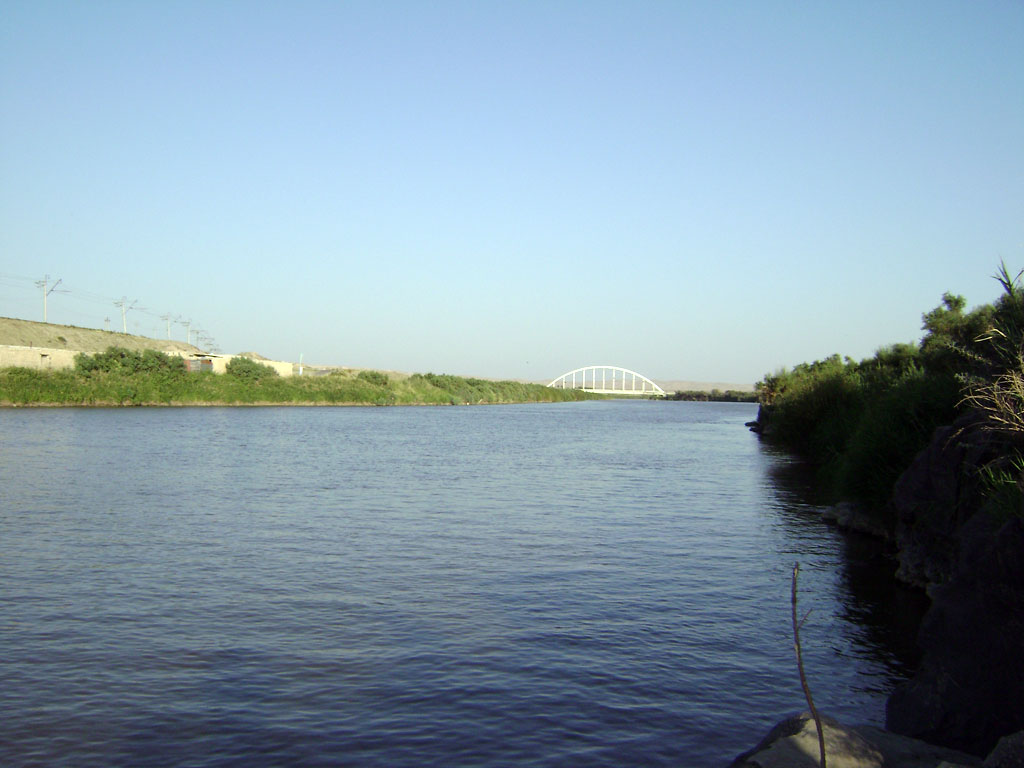
رود ارس در منطقه مرزی شهرستان پلدشت.
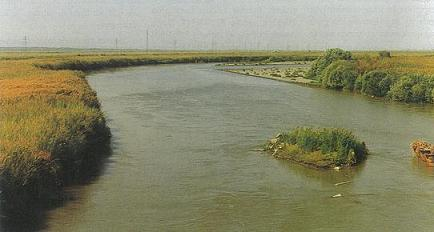
رود ارس در ایغدیر.
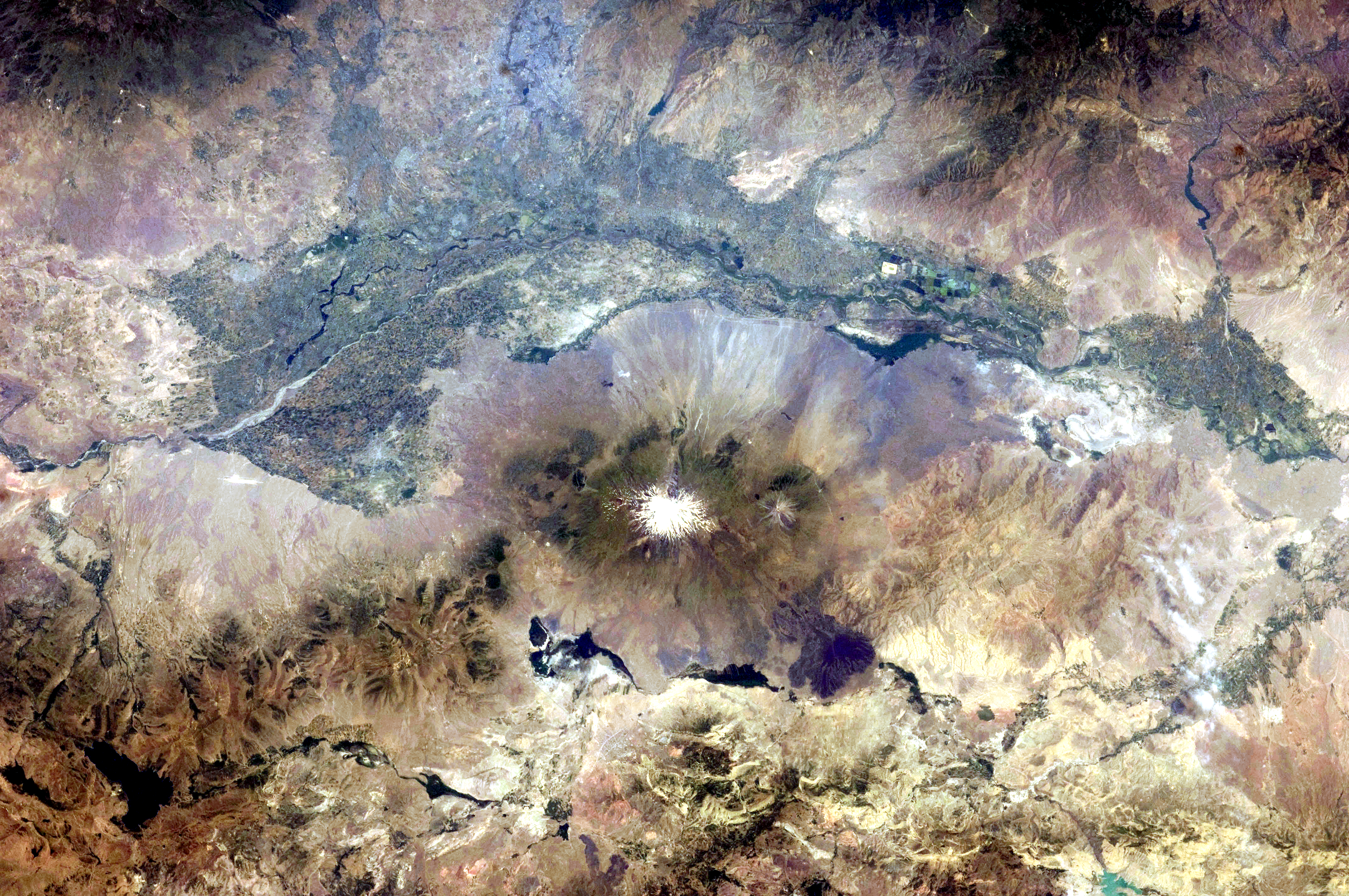
نگاره‌ای ماهواره‌ای از رودخانه ارس
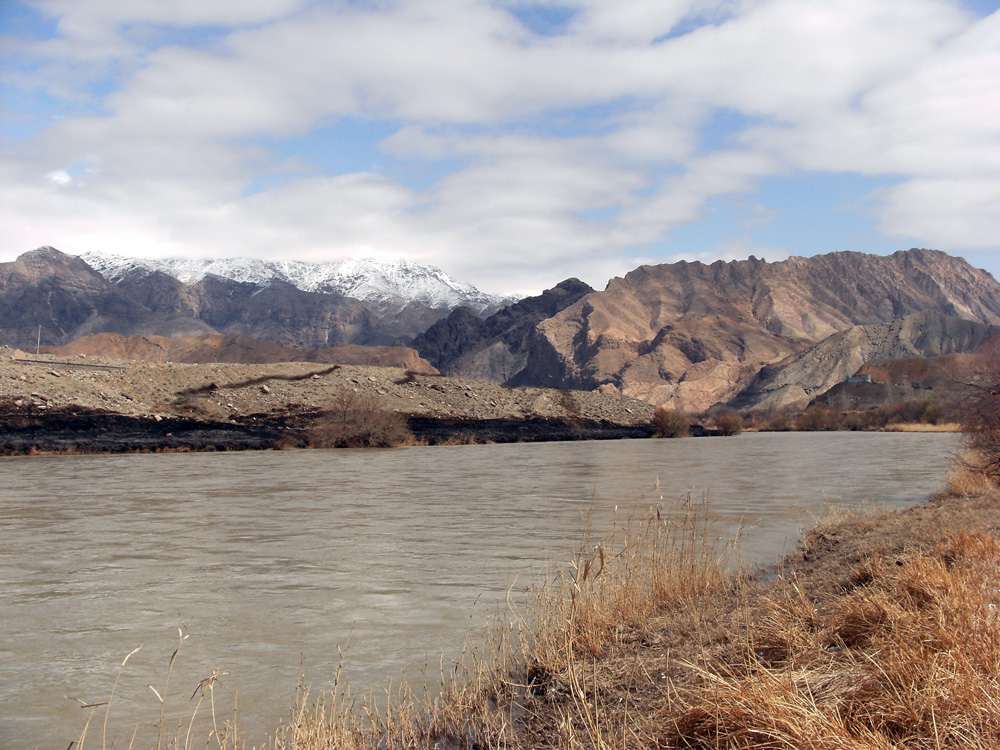
ارس در نزدیکی شهر جلفای ایران.
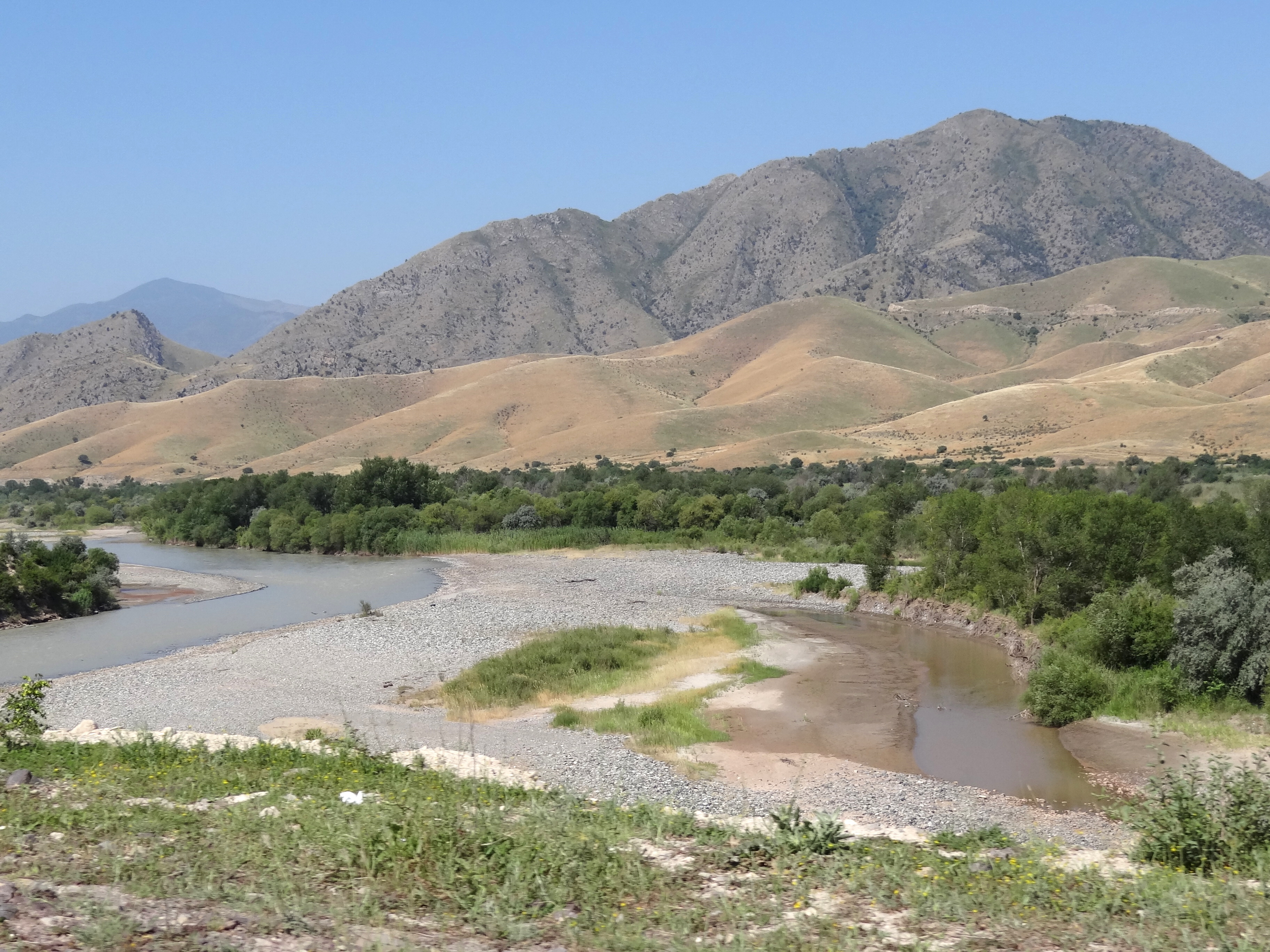
رود ارس در قره‌باغ کوهستانیِ جمهوریِ آذربایجان در سمت راست-ایران در سمت چپ
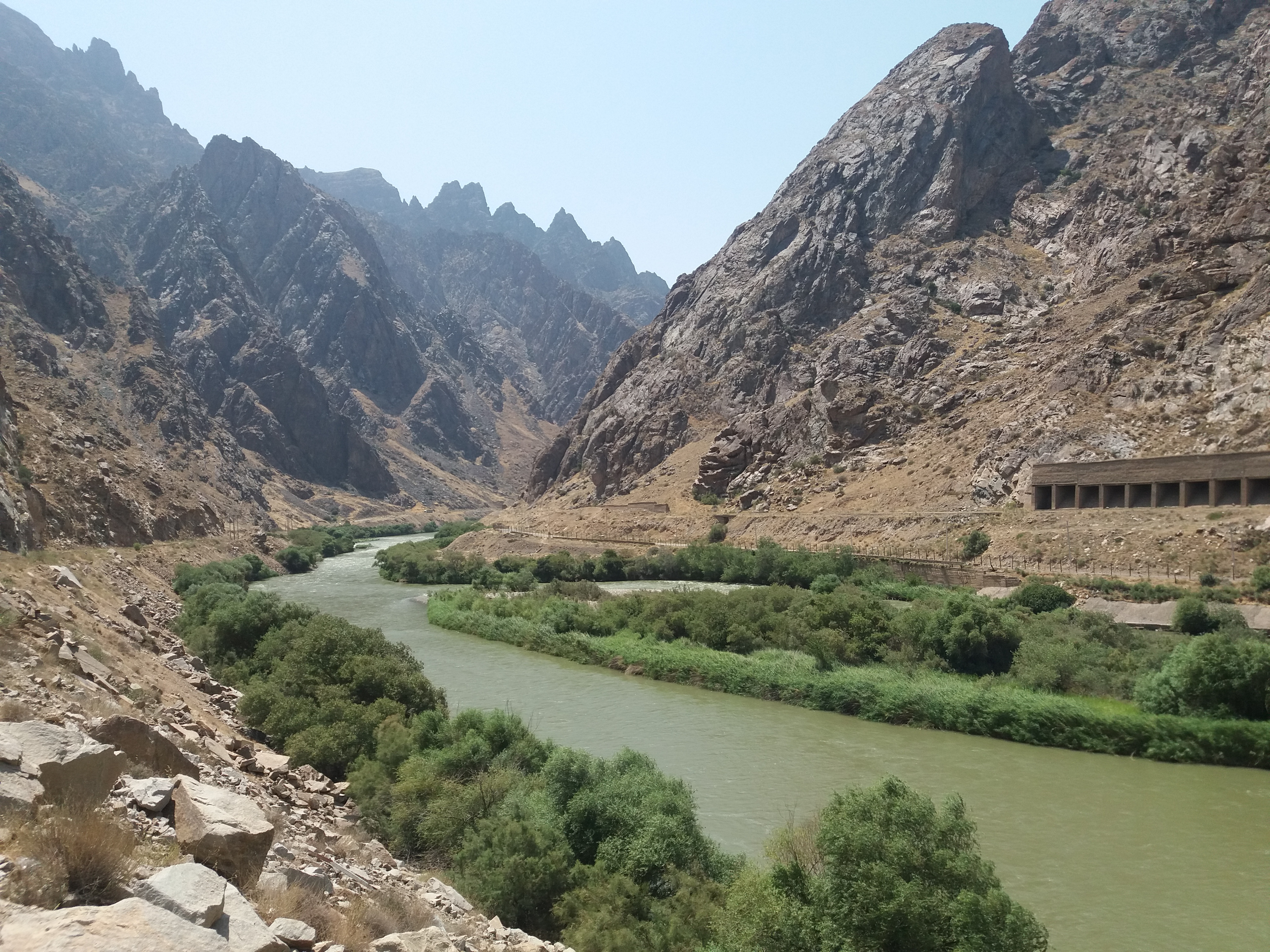
رود ارس در نوردوز
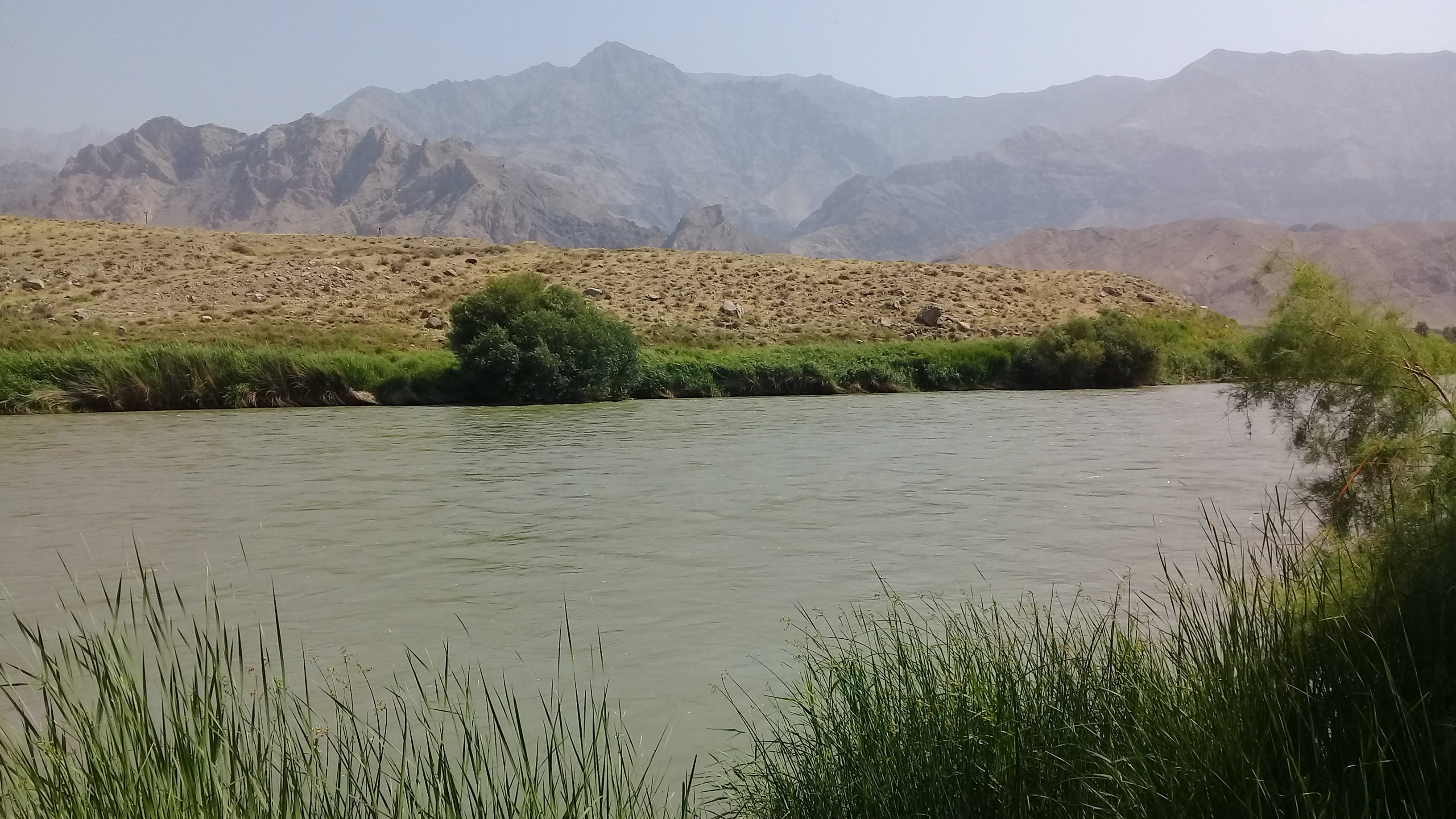
رود ارس